# Schweid

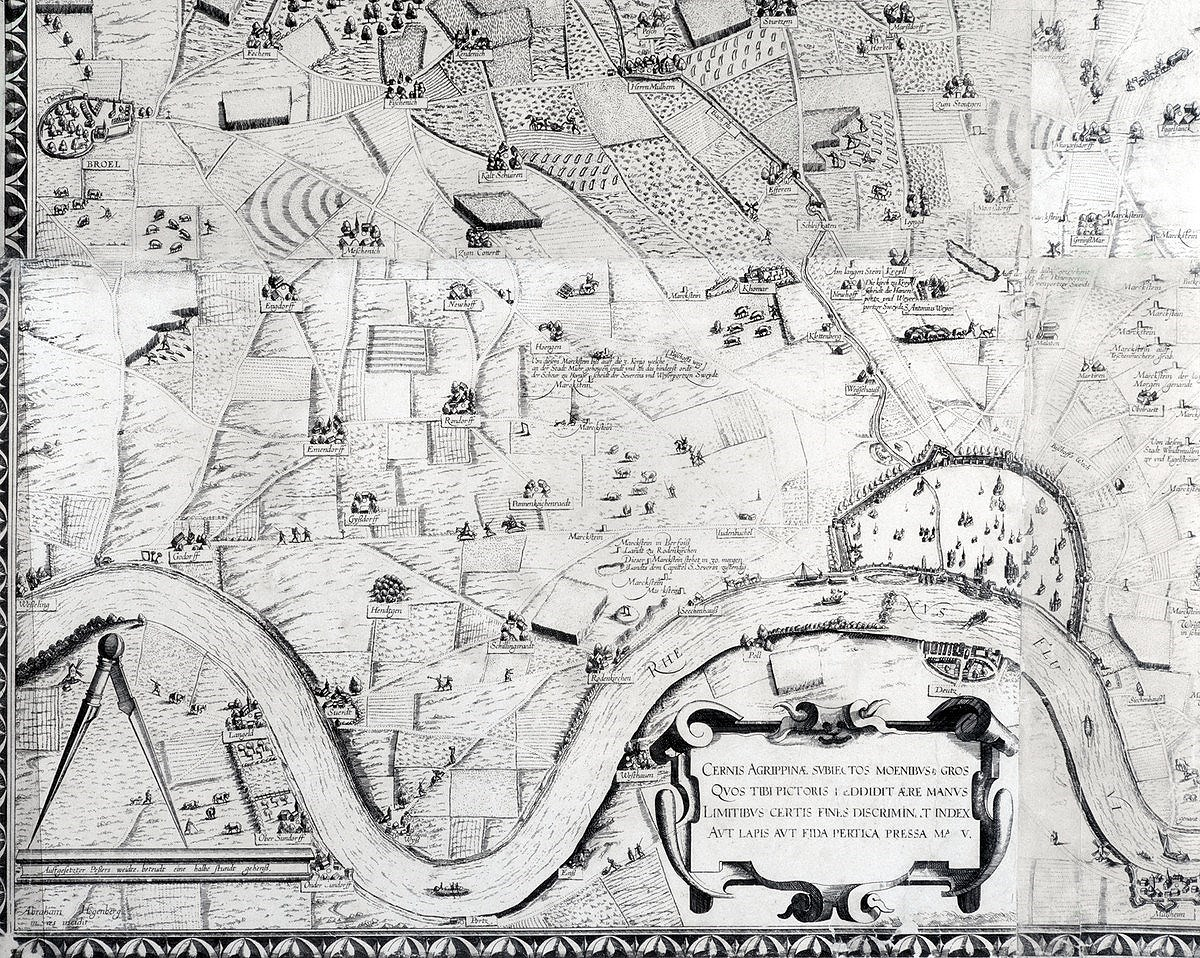
Abraham Hogenberg – Cöllnischer Schweidt (1609)

Unter Schweid(t) verstand man im Spätmittelalter das auf einer Landkarte kartografisch erfasste Umland mit den Vororten einer Stadt, insbesondere im Rheinland.

## Etymologie
Schweid(t) ist wahrscheinlich ein aus der ripuarischen Sprache stammendes Wort, das mit dem altnordischen „sveit“ oder „sweid“ (Bezirk, Landstrich, Gau) verwandt ist. Anfang des 18. Jahrhunderts ist es auch im Bergischen und Sauerländischen als Bezeichnung für Land- oder Weidebesitz anzutreffen.

## Entwicklung
Das im Mittelalter gut kartographierte Köln (Kölner Stadtansicht von 1531 des Anton Woensam, Kölner Stadtansicht von 1570 des Arnold Mercator) fokussierte die Darstellung ausschließlich auf die innerstädtischen Bereiche, so dass die nachfolgenden Schweidkarten mit der Erfassung des Umlandes eine wertvolle kartografische Ergänzung darstellten. Im Jahre 1590 hatte der Rat der Stadt Köln eine Karte von Bannmeile und Burgbann mit der Angabe der „byliegenden Dorffernn und Hoeffen mit Antzeigung deren Sweyß oder Vhedryfften vor yeder Pfortzen wie von alten herkhomen gepraucht mit der swartzer linien abgetzeignett“ in Auftrag gegeben. Daraus ergibt sich, dass im spätmittelalterlichen Kölsch diese Umgebungskarten als „Sweyß“ bezeichnet wurden.

### Kölner Schweidkarte des Abraham Hogenberg

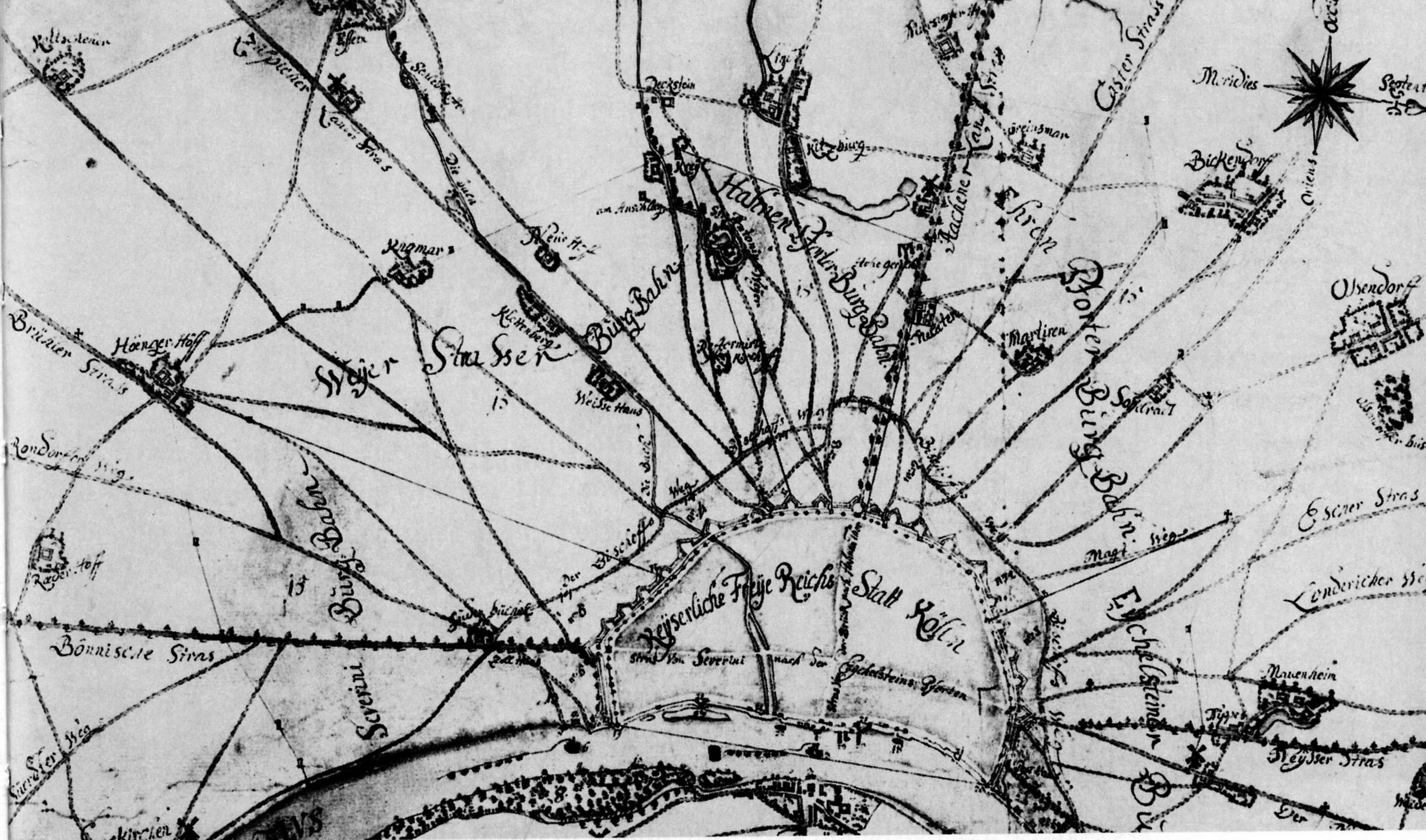
Abraham Hogenberg – Schweidkarte mit Detail Aachener Straße-westliche Vororte (1609)
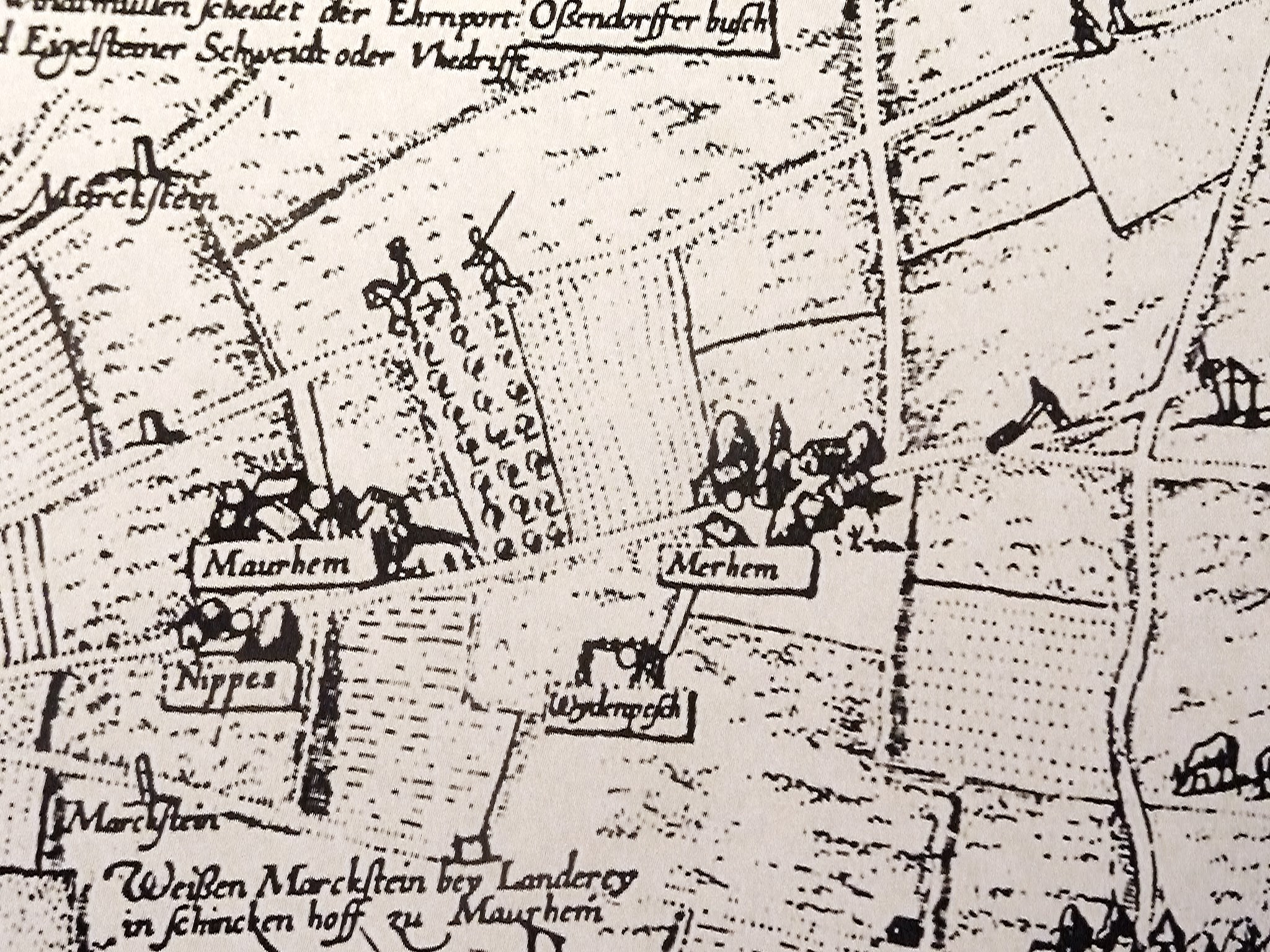
Abraham Hogenberg – Schweidkarte mit Detail Nippes-Mauenheim-Weidenpesch (1609)
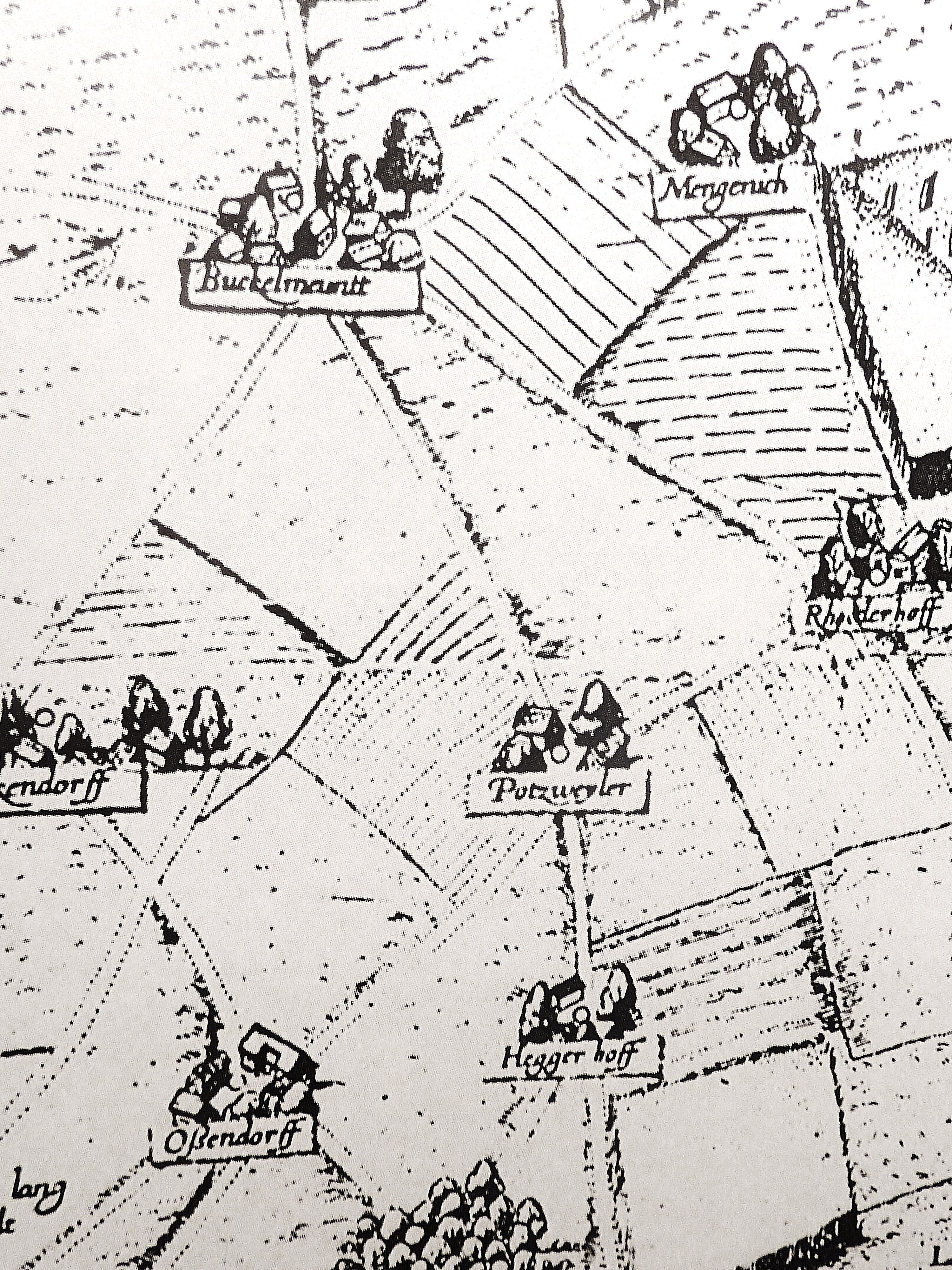
Abraham Hogenberg – Schweidkarte mit Detail Ehrenportzer Schweidt (1609)
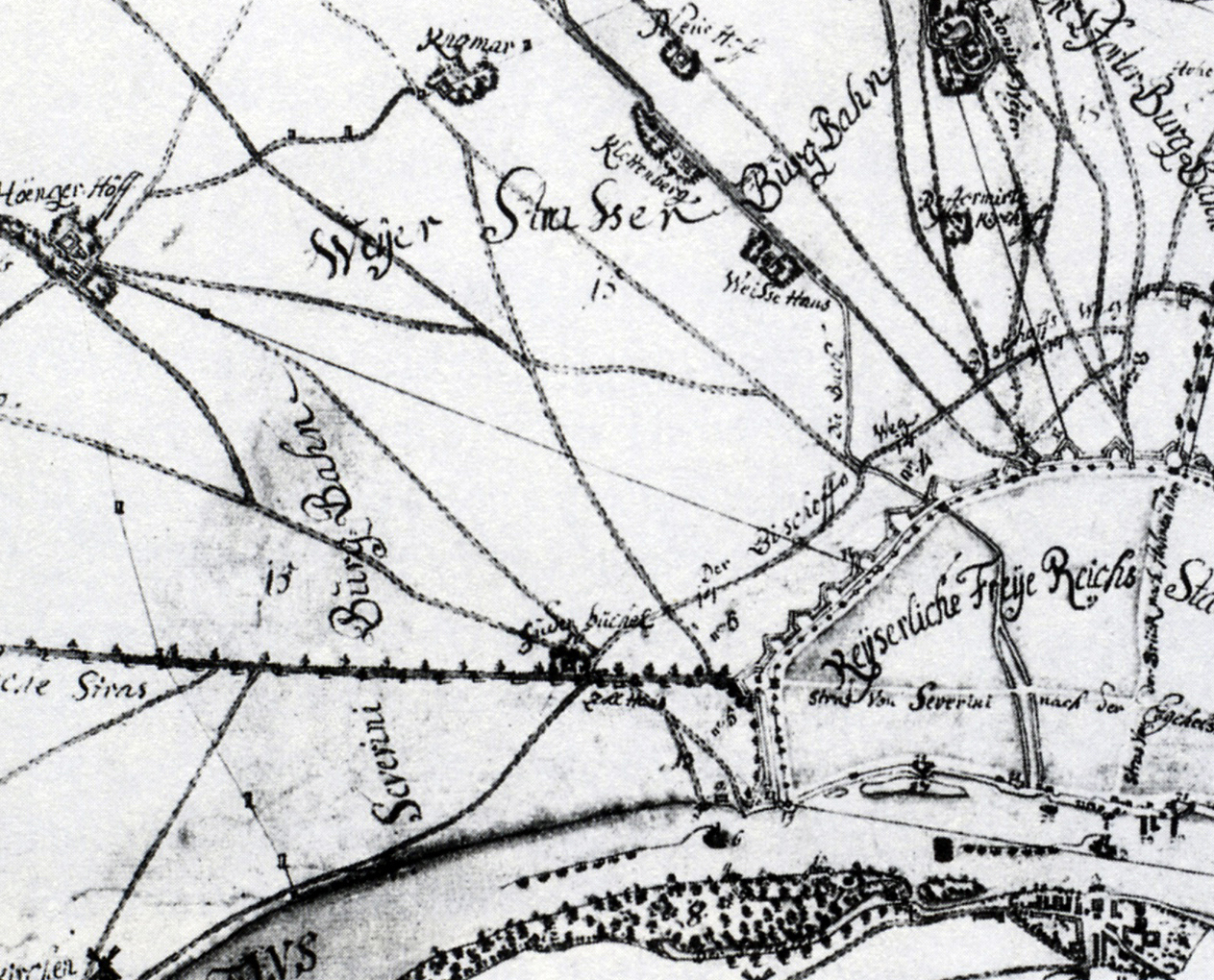
Abraham Hogenberg – Schweidkarte mit Detail der Umgebung des Weißhaus (1609)

Diese Karte diente möglicherweise als Vorarbeit für die bekannteste Kölner Schweidkarte des Abraham Hogenberg, der sich auf die Bezirke außerhalb der Stadtgrenzen konzentrierte, während er städtische Details weitgehend vernachlässigte. Der Kölner Schweid (Weidebezirk) ist eine Feld- und Marksteinbegrenzung und umfasste die Gesamtheit der Bezirke der fünf Kölner Bauerbänke („Boorbank“; eine Art Bauernverband). Schweid bedeutet hier den durch Marksteine begrenzten Landbesitz der Bauernschaften und Bauernbänke. Es handelt sich um die Weidegerechtsame der Bauerbänke innerhalb des Burgbanns der Stadt Köln. Die Karte trug den lateinischen Titel „Descriptio agri civitatis Coloniensis (cum suis limitibus)“, im mittelalterlichen Deutsch „Beschreibung und abriss des Collnischen schweidts, mit seinen Gemercken, Wegenscheidungen, ein- und umbliegenden dorfferen, heuseren, landen“. Der aus vier Blättern bestehende Kupferstich misst 61,5 × 90 cm und zeigt im oberen Teil den kaiserlichen Doppeladler und das Kölner Wappen, auf einer Tafel links steht die lateinische Inschrift. Die Karte reicht südlich bis Brühl, westlich bis Hermülheim, nördlich bis Worringen; Entfernungen sind in Wegstunden vermerkt. Der Plan ist detailliert und sachlich und verzichtet weitgehend auf die für das Barock üblichen verspielten Dekorationen. Er zeichnet das Umland (Vororte und Ansiedlungen) außerhalb der linksrheinischen Stadt und gibt damit wesentliche Hinweise auf bereits zu jener Zeit bestehende (oder noch nicht existierende) Ortschaften und deren damalige Benennung. So hieß das heutige Butzweiler bei ihm noch „Potzweyler“, es liegt zwischen „Oßendorff“ (dem heutigen Köln-Ossendorf) und „Buckelmeuntt“ (Köln-Bocklemünd). Die Berücksichtigung von Gebäuden auf dem Hogenberg-Schweid und späteren Schweidkarten lässt auf das Bestehen einer Wegezollstelle schließen. Die Karte zeigt fünf Sektoren als Burg-Bahnen. Die genaue Datierung des Hogenberg-Schweids ist unklar, die Karten dürften zwischen 1604 und 1610 entstanden sein.

### Nachfolgende Schweidkarten

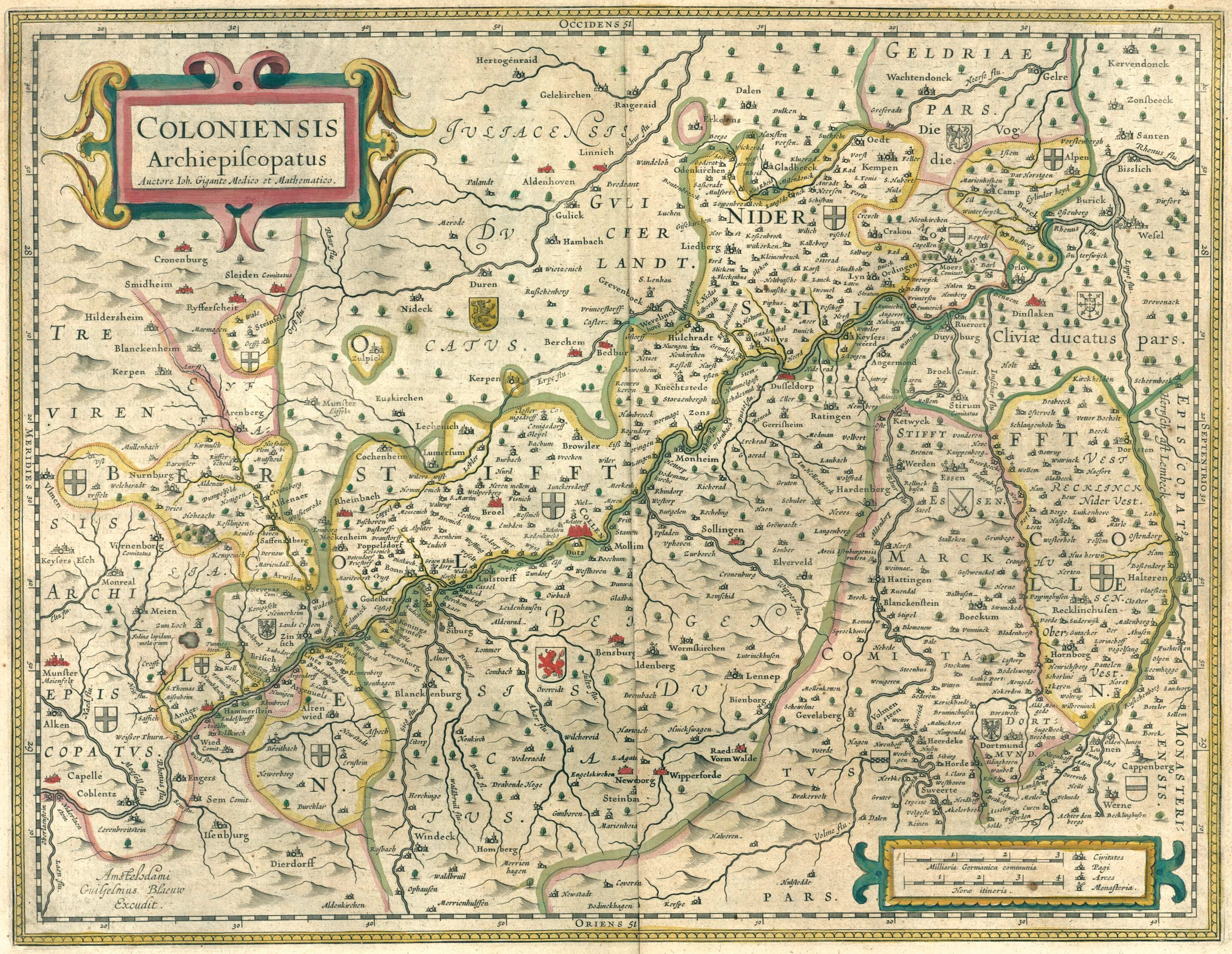
Joan Blaeu – Coloniensis Archiepiscopatus (1645)
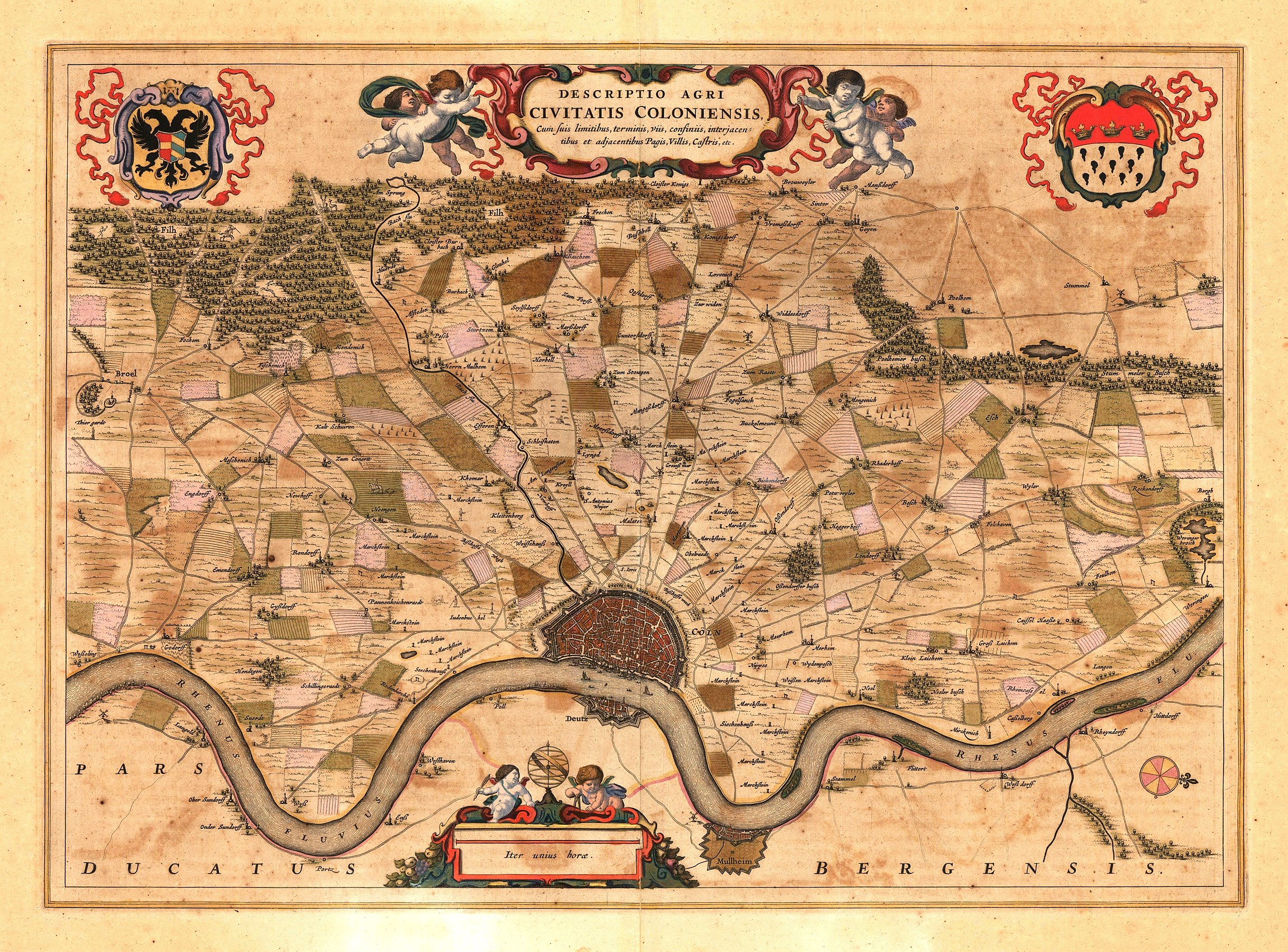
Joan Blaeu – Kölner Schweidkarte (1663)
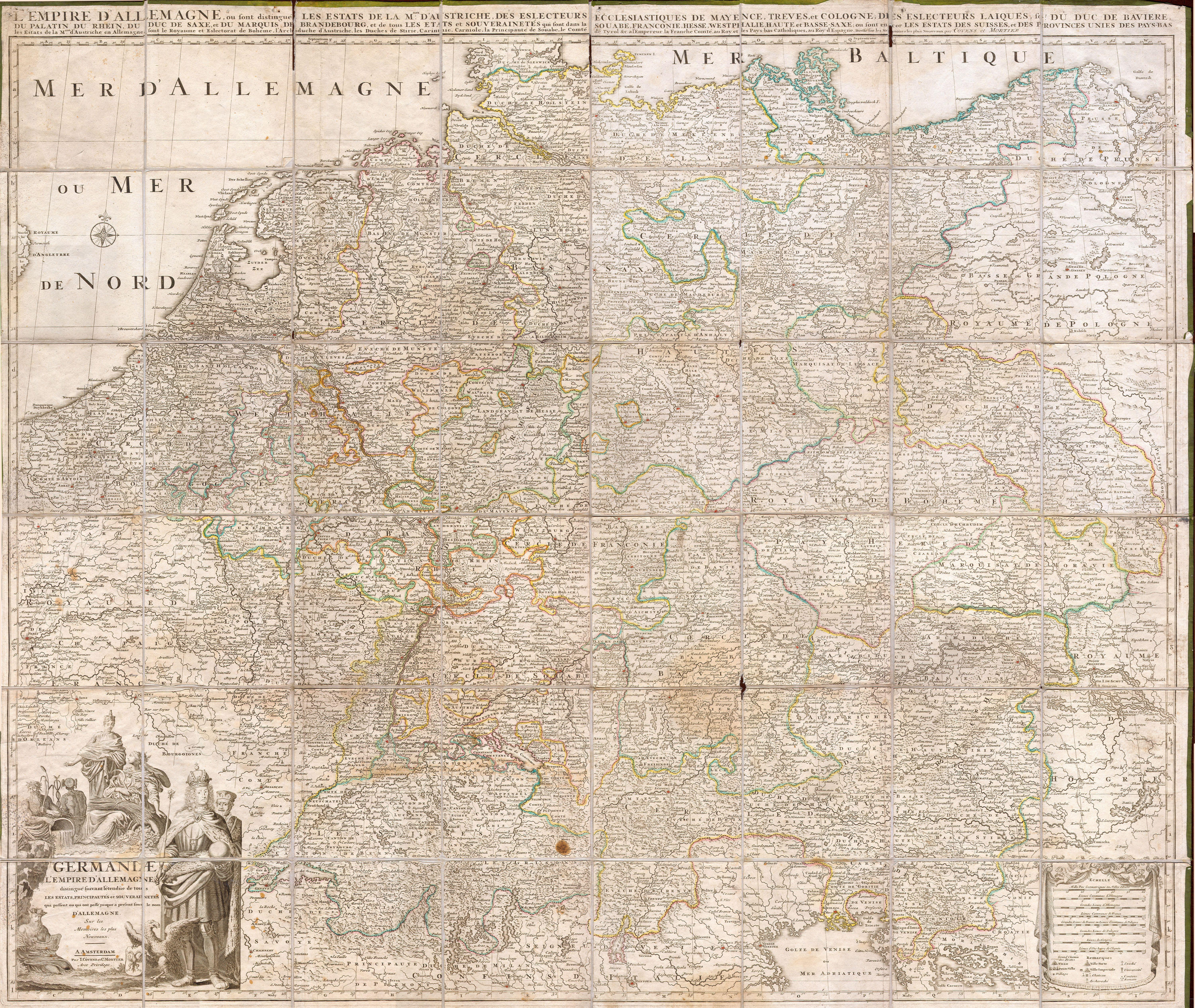
Covens & Mortier – Deutschland-Karte (1730)
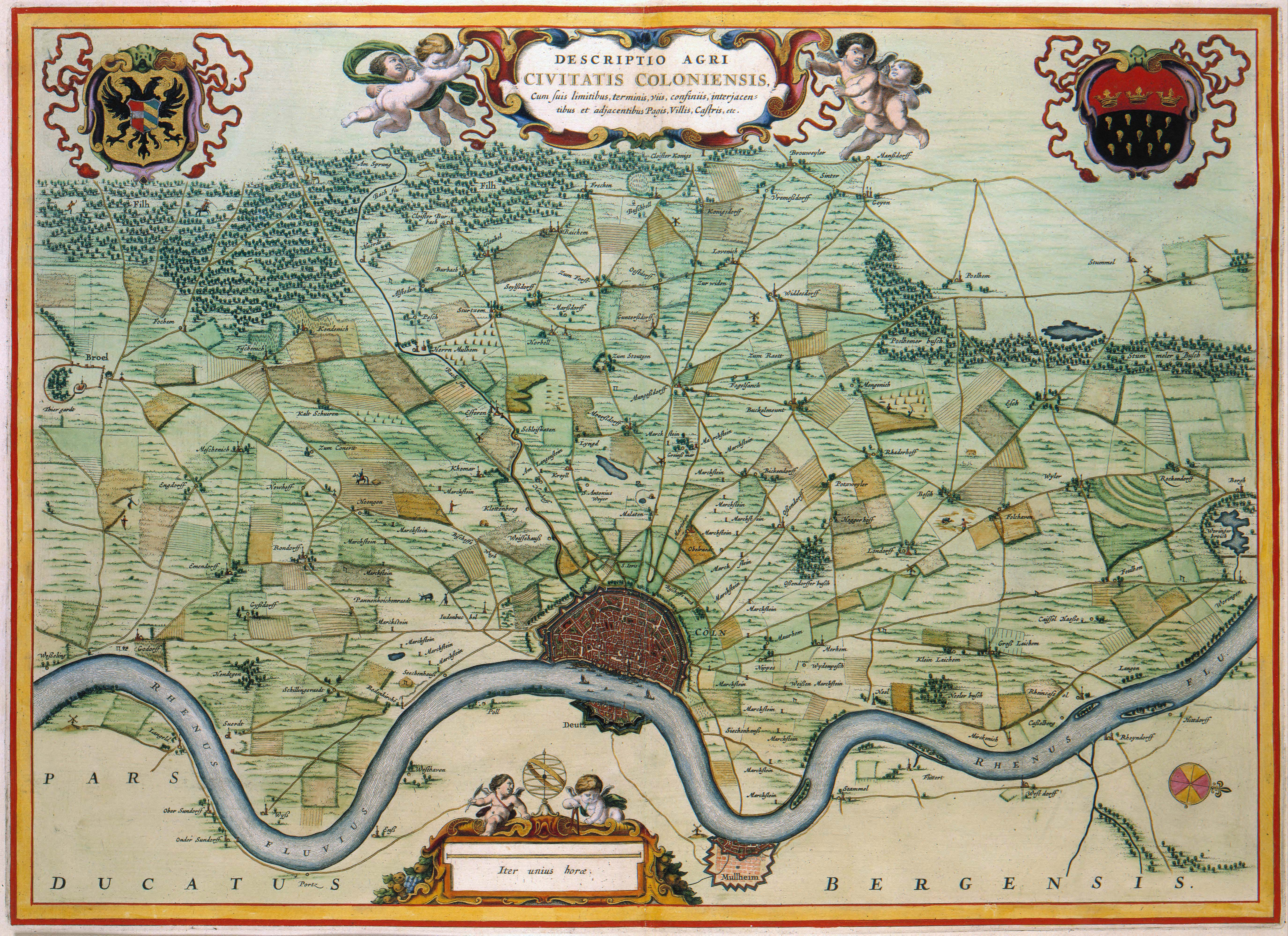
Covens & Mortier – Kölner Schweidkarte (1735)

Der Niederländer Joan Blaeu brachte im Rahmen seines Atlas Major 1645 auch eine Schweidkarte von Köln („Collen“) heraus. Sie erfasste das Erzbistum Köln und kartografierte ein Gebiet im Norden bis Wachtendonk, im Osten bis Haltern, im Süden bis Waldbröl und im Westen bis Aachen. Nikolaus Person (* 1693 in Longwy, † 15. Juli 1710 in Mainz) brachte 1700 seinen Kölner Schweid heraus, der alle Vororte und Siedlungen des linksrheinischen Köln erfasste. Zwischen 1730 und 1735 erschien die Karte „Schweid von Köln“ von Johannes Covens (1697–1774) und Cornelis Mortier (1699–1783), den bedeutendsten niederländischen Kartografen jener Zeit. Ihre „Descriptio agri Civitatis Coloniensis“ im Maßstab von etwa 1:60000 entstand in den Maßen 37,5 × 52 cm. Die Karte umfasst ein Gebiet bis Frechen im Westen, Brühl im Süden und Roggendorf/Thenhoven im Norden. Während der Kölner Stadtplan von 1752 den Blick wieder auf die Stadt konzentrierte, brachte am 2. April 1791 Joseph Otto (Schaffenszeit 1763–1791) die Karte „Schweid von Köln“ mit der Darstellung des Burgbannes der Stadt Köln heraus (Köln und Umgebung mit Bischofsweg und Burgbann). In der Franzosenzeit mussten die Rheinlande auf persönlichen Befehl Napoleons unter dem Kommando des Oberst Jean Joseph Tranchot topographisch aufgenommen werden. Seine Tranchotkarte aus 1807/1808 gilt ebenfalls als Schweidkarte.